# Pyšelák
Pyšelák je rybník nacházející se 1,5 km od městyse Budišov v okrese Třebíč. Má rozlohu přibližně 12 ha a celá jeho plocha spadá do katastrálního území Budišova. Nachází se u něj chatařská oblast a také samota Holeje, ve které je veden dětský domov. Odtok z rybníka teče na sever přes Budišov a v Kundelově se vlévá do Kundelovského potoka. Dostat se k rybníku autem je možné asfaltovou cestou vedoucí od ZD Budišov, nebo nezpevněnými cestami z Mihoukovic a přes Holeje ze silnice III/3906 vedoucí na Pyšel. Koupání je v rybníce povoleno.